# Небе, Артур
Артур Не́бе (нем. Arthur Nebe; 13 ноября 1894, Берлин — 3 марта 1945, там же) — немецкий функционер СС, занимавший ключевые посты в аппарате безопасности и полиции нацистской Германии и с 1941 года являвшийся одним из главных исполнителей Холокоста.
Небе прошел путь от прусской полиции до начальника криминальной полиции нацистской Германии («Крипо») в 1936 году, которая в 1939 году была объединена в Главное управление безопасности рейха (РСХА). Перед вторжением Германии в Советский Союз в 1941 году Небе добровольно стал командиром Айнзацгруппы «Б», одного из четырех мобильных эскадронов смерти СС. Подразделение дислоцировалось в тыловом районе группы армий «Центр», на территории современной Белоруссии; к ноябрю 1941 года оно насчитывало более 45 000 жертв. В конце 1941 года Небе был переведен обратно в Берлин и возобновил свою карьеру в РСХА. Небе командовал «Крипо» до тех пор, пока не был осужден и казнен после неудачной попытки убить Адольфа Гитлера в июле 1944 года.
После войны карьера Небе и его участие в заговоре против Гитлера 20 июля стали предметом нескольких апологетических рассказов выживших участников заговора, которые изображали его как профессионального полицейского и преданного анти-нациста. С тех пор эти версии были опровергнуты историками, которые описывают его как оппортуниста и массового убийцу, движимого расизмом и карьеризмом.

## Биография
Родился в Берлине в 1894 году в семье учителя начальных классов Адольфа Небе и его жены Берты, урождённой Людер. В детстве хотел стать протестантским священником и для этого учил в школе иврит. Учился в гимназии «Серый монастырь». В 1913 году провалил там экзамены и был переведён в гимназию им. Лейбница.
Во время Первой мировой войны добровольно пошёл на фронт, воевал в составе 17-го сапёрного батальона. 17 февраля 1916 года получил звание лейтенанта. Дважды был ранен и награждён двумя Железными крестами.
После окончания войны долго не мог найти работу. 1 апреля 1920 года поступил на службу в уголовную полицию Берлина, 1 июля 1923 года стал комиссаром полиции. С декабря 1925 года посещал курсы повышения квалификации полицейских чиновников и одновременно лекции по юриспруденции и медицине в Берлинском университете. Работал в отделе по борьбе с наркотиками и вскоре стал его начальником. 1 апреля 1931 года был назначен начальником отдела по борьбе с грабежами.
1 июля 1931 года вступил в НСДАП (билет № 574307). 5 ноября 1931 ему было присвоено звание рядового СА (SA-Mann). Весной 1932 года вместе с другими высокопоставленными чиновниками уголовной полиции создал рабочую группу «Уголовная полиция» Национал-социалистического сообщества чиновников и снабжал служебной информацией полицей-президиума депутата Прусского ландтага от НСДАП Курта Далюге.
После прихода национал-социалистов к власти в 1933 году поступил на работу в гестапо. 5 октября 1933 ему было присвоено звание штурмфюрера СС, 20 апреля 1934 — оберштурмфюрера СА. 1 января 1935 года Курт Далюге назначил его начальником Прусского земельного управления уголовной полиции.
2 декабря 1936 года Артур Небе перешел в звании штурмбаннфюрера из СА в СС (№ 280152). В июле 1937 года он был назначен начальником уголовной полиции рейха (с 1939 года — V управление Главного управления имперской безопасности (РСХА)).
С 1938 по 1944 год Небе был также директором, а с 1942 по 1943 год президентом Интерпола.
В сентябре 1938 года, устроив параллельное расследование, он способствовал оправданию генерала Вернера фон Фрича, обвинённого в гомосексуализме. В то же время был посвящён в планы устранения Гитлера. С этого момента снабжал заговорщиков важной информацией из внутреннего круга СС. С другой стороны, в конце 1939 года возглавил расследование покушения на Гитлера, совершённого в Мюнхене Георгом Эльзером.
В 1940 году предложил осуществить акцию эвтаназии с помощью угарного газа.
С июня по октябрь 1941 года в качестве оберфюрера СС был начальником айнзацгруппы В, целью которой было уничтожение евреев, цыган и коммунистов на территории Белоруссии.
По просьбе Гиммлера, посетившего Минск в середине августа 1941 года, Небе организовал ему показательную «экзекуцию» 100 евреев. В ходе этого расстрела рейхсфюрер СС чуть не упал в обморок, а придя в себя, приказал испытать новые методы уничтожения людей. В ответ на это Небе предпринял в Минске и Могилеве ряд экспериментов со взрывчаткой и выхлопными газами.
Под его командой в Белоруссии было уничтожено около 46 000 человек, в основном евреев. В разговорах с участниками заговора против Гитлера он представлял эти убийства как борьбу с партизанами.
Артур Небе был также вовлечён в заговор 20 июля 1944 года против Адольфа Гитлера. По планам заговорщиков, 15 комиссаров полиции должны были арестовать министров гитлеровского правительства. Через четыре дня после провала заговора Небе удалось скрыться. За его поимку было объявлено огромное вознаграждение — 1 миллион рейхсмарок, которое позднее во избежание ажиотажа в рейхе и за его пределами понизили до 50 000. «С этого парня следовало бы содрать кожу», — сказал Гитлер.
16 января 1945 года Небе был выдан любовницей Адельхейд Гоббин (сотрудницей берлинской полиции) и в тот же день арестован гестапо (организовал арест оберштурмбаннфюрер Вилли Литценберг, занимавшийся в гестапо преследованиями консервативных противников нацизма). 2 марта 1945 года Народная судебная палата приговорила его к смертной казни через повешение. Согласно копии официального свидетельства о казни, выданного его жене, Небе был казнён 3 марта 1945 года в тюрьме Плётцензее.

## Награды
Небё имел следующие награды:
- Железный крест (1914) 2-го и 1-го класса (Королевство Пруссия)
- Нагрудный знак «За ранение» (1918) чёрный (Германская империя)
- Почётный крест Первой мировой войны 1914/1918 с мечами (1934)
- Медаль «В память 1 октября 1938 года» с пряжкой «Пражский замок»
- Пряжка к Железному кресту (1939) 2-го и 1-го класса
- Крест «За военные заслуги» (1939) 2-го и 1-го класса с мечами
- Медаль «За выслугу лет в НСДАП» 3-го (10 лет выслуги) и 2-го класса (15 лет выслуги)
- Медаль «За выслугу лет в полиции» (1938) 3-го (8 лет выслуги) и 2-го класса (18 лет выслуги)
- Спортивный знак СА
- Почётная шпага рейхсфюрера СС
- Кольцо «Мёртвая голова»

## В культуре
Артур Небе — один из главных персонажей романа на тему альтернативной истории английского писателя и историка Роберта Харриса «Фатерлянд». В романе Небе в чине оберстгруппенфюрера СС продолжает руководить криминальной полицией рейха и помогает главному герою в его расследовании, желая использовать полученный компромат, чтобы сместить с должности другого эсэсовца — Одило Глобочника.
В фильме 2015 года «Взорвать Гитлера» Артура Небе играет Бургхарт Клаусснер.